# Monte Kristensen
Il Monte Kristensen (in lingua inglese: Mount Kristensen) è una montagna antartica, alta 3.460 m, situata sul fianco occidentale del Nilsen Plateau, 4 km a sudest del Lindstrom Peak, nei Monti della Regina Maud, in Antartide.   
La denominazione fu assegnata nel 1967 dall'Advisory Committee on Antarctic Names (US-ACAN) in onore di Haraldus Kristensen (1879-1919), marinaio e poi terzo meccanico a bordo della Fram, la nave della spedizione antartica dell'esploratore polare norvegese Roald Amundsen. La denominazione ha inteso conservare la designazione di Monte H. Kristensen assegnata da Amundsen nel 1911 a un monte non identificato di quest'area.